# Bison (dokumentarfilm)
Bison er en dansk dokumentarfilm fra 1970 instrueret af Tue Ritzau efter eget manuskript.

## Handling
Langt ude på Knudshoved Odde, vest for Vordingborg, er landskabet sandsynligvis uforandret siden oldtiden - bortset fra lidt hegnspæle. Her græsser nu - som det muligvis også var tilfældet i fortidens danske landskab - en flok bison. De er forsøgsvis indført af Rosenfeldt gods som et led i eksperimenterne omkring en forbedring af oksekød-produktionen.